# 미아리 일번지
}}
《미아리 일번지》는 1997년 6월 30일부터 1997년 10월 22일까지 방영된 SBS(서울방송)의 일일드라마 작품이다.

## 기획 의도
- 서울의 미아리의 외곽 동네(주로 서울특별시 강북구 미아동 북한산 내지는 삼각산 기슭동네)를 중심으로 전국 각지에서 모여든 소시민들의 애환을 코믹하면서도 진솔하게 그려 나간다.
- 구멍가게 주인 구만섭-서춘자 부부의 안채에 세들어 사는 《삼각산 이삿짐 센터》의 사장 김동만 부부, 그리고 황마담(마담 황유리)과 점쟁이 윤칠성 등 각종 인간 군상이 빚어내는 갈등과 사랑을 통해 우리의 모습을 되돌아본다.[3]

## 등장 인물
- 연규진 : 구만섭 역 - 서울 강북 미아리 어느 외곽 동네의 구멍가게 주인이자 하숙방 공동대표이사
- 김수미 : 서춘자(만섭 처) 역 - 서울 강북 미아리 어느 외곽 동네의 하숙방 공동대표이사
- 한진희 : 김동만 역 - 서울 강북구 미아동 삼각산 이삿짐 센터 대표이사
- 이혜숙 : 이은실(동만 처) 역
- 김보연 : 황덕순(마담 황유리) 역 - 일명 황마담
- 백일섭 : 윤칠성(점쟁이) 역 (중도하차)
- 신귀식 : 송홍부(점쟁이 윤칠성의 누나의 경기도 수원 사는 시제) 역 (중도합류 및 중도하차)
- 이잎새 : 송지영(점쟁이 윤칠성의 경기도 수원 사는 사돈댁 송홍부의 원숭이띠 고등학교 2학년 18세 막내딸) 역 (중도합류 및 중도하차)
- 김호영 : 방민교(점쟁이 윤칠성의 경기도 수원 사는 형의 처갓댁 손아랫처남) 역 (중도합류 및 중도하차)
- 조현철 : 방주호(점쟁이 윤칠성의 경기도 수원 사는 사돈댁 방민교의 원숭이띠 고등학교 2학년 18세 막내아들) 역 (중도합류 및 중도하차)
- 김성환 : 김병갑(옛날 5개월 동안 세입자 및 충청북도 청주 토박이 토끼띠 47세로 전직 견과류 장수) 역 (중도하차)
- 조양자 : 고창댁 장경자(병갑 처 전라북도 고창 댁) 역 (중도하차)
- 이한수 : 장의돈(병갑의 전북 전주 사는 처갓댁 막내 손아랫처남) 역 (중도합류 및 중도하차)
- 홍세은 : 김광순(병갑 부부의 충청북도 청주 사는 원숭이띠 고등학교 2학년 18세 큰딸) 역 (중도합류 및 중도하차)
- 정영숙 : 최 여사(경기도 광주 오포 살던 동만 새어머니) 역 (중도합류)
- 이순재 : 최씨(동만의 새어머니 최 여사의 인천 중구 북성동 사는 친정 오빠) 역 (중도합류)
- 이현두 : 최윤호(동만의 새어머니 최 여사의 친정 오빠 최씨의 슬하 2남 1녀 3남매 가운데 인천 남동구 논현동 사는 막내이자 둘째 아들) 역 (중도합류 및 중도하차)
- 이숙 : 청주댁 한승은(최 여사의 친정 오빠 최씨의 인천 남동구 논현동 사는 둘째 며느리 충청북도 청주 댁) 역 (중도합류 및 중도하차)
- 홍학표 : 김동수(동만의 경기도 광주 오포 살던 이복 동생) 역
- 음정희 : 공숙희 역
- 최정윤 : 공현이(숙희 동복 여동생) 역
- 이종만 : 공종만(숙희의 아버지) 역
- 안해숙 : 신해숙(숙희의 어머니) 역
- 이승형 : 장형배 대리(숙희의 회사 동료) 역
- 편일태 : 장진수(장형배 대리의 사촌 동생) 역
- 박성민 : 송경진(장애인 화가) 역
- 이미영 : 점박이 마담 역
- 최성준 : 박복만(미스 고의 애인, 샤넬 박의 이복 삼촌) 역
- 조민수 : 미스 고 역
- 조하나 : 샤넬 박 역 (중도합류)
- 김유철 : 김기철(샤넬 박의 애인) 역
- 김주영 : 주유소 지배인 역
- 김동수 : 주유소 직원 역
- 윤기원 : 레스토랑 직원 역
- 박재훈 : 카페 직원 역
- 유승봉 : 야채장사 역
- 김명민 : 과일장사 역
- 성동일 : 택시 드라이버 역
- 최용민 : 택시 손님 역
- 김희정 : 잡지사 기자 역
- 최정화 : 약사 역

## 경쟁 프로그램
- 정 때문에 (KBS 1TV)
- 마주보며 사랑하며 (KBS 2TV)
- 세 번째 남자 (MBC)
- 방울이 (MBC)
- 가족(iTV)(97년 10월 13일 첫 회부터 평일 오후 9시에 편성됐지만[4] 이 해 12월 26일 방송분 이후 휴방에 들어갔다가 98년 1월 5일부터 평일 오후 8시 30분에 방영 재개)

## 결방
- 1997년 7월 28일 : 9시 55분부터 특별 생방송 3당 대통령 후보 초청 토론회 《신한국당 이회창 후보》 편성으로 인해 결방 (월화드라마 <여자>는 8시 55분에 방영)
- 1997년 7월 29일 : 9시 55분부터 특별 생방송 3당 대통령 후보 초청 토론회 《자민련 김종필 후보》 편성으로 인해 결방 (월화드라마 <여자>는 8시 55분에 방영)
- 1997년 9월 10일 : 프로야구 《해태 타이거즈 VS LG 트윈스》 중계 방송으로 인해 결방
- 1997년 10월 9일 : 프로야구 준플레이오프 3차전 《삼성 라이온즈 VS 쌍방울 레이더스》 중계 방송으로 인해 결방

## 편성 변경
- 1997년 9월 15일 : 9시 30분부터 2부작 특집드라마 약속 편성으로 인해 8시 45분으로 편성 변경 (월화드라마 <여자> 결방)
- 1997년 9월 16일 : 9시 30분부터 추석특선영화 <터미네이터 2> 편성으로 인해 8시 45분으로 편성 변경 (월화드라마 <여자> 결방)
- 1997년 9월 17일 : 9시 30분부터 특선영화 <성룡의 홍번구> 편성으로 인해 8시 45분으로 편성 변경 (수목 미니시리즈 <장미의 눈물> 결방)

## 참고 사항
- SBS 9시 뉴스가 폐지되고 다시 SBS 8 뉴스를 방영하기로 함으로써 일일극 시간대도 월~목 오후 9시로 변경됐는데[5] 이 작품의 후속작 <지평선 너머>까지 이 시간에 방영됐다.
- 당초 1997년 5월 19일 첫 회가 나갈 예정이었지만 주요 배우들 섭외 문제로 어려움을 겪었으며 이 때문에 1997년 6월 30일로 첫 회가 변경되었다.
- 미국 유학을 마치고 돌아온 음정희 (공숙희 역)가 해당 작품을 통해[6] 안방극장에 돌아왔다.
- 전작 <행복은 우리 가슴에>에서 호흡을 맞춘[7][8] 한진희와 홍학표를 또다시 투입시켰다.
- 출연진 물망에 한때 거론된[9] 정흥채는 연극 스케줄과 겹쳐 캐스팅 제의를 포기하였다.
- 이태란이 캐스팅되었으나 매니저 문제로 불발되었다.[10]
- 1회분에서 아버지가 딸을 룸카페에 팔아넘긴다는 설정이 수정되었고, 3회분에서는 출연자가 사창가를 보는 낯뜨거운 장면과 대사 등으로[11] 시청자들로부터 비난을 받았다.
- 시청률 부진으로 첫 회부터 집필을 맡아 온 작가 고혜정이 13회에서 작가 박찬성으로 교체되었으며 등장인물들이 물갈이되는 등 혼란을 거듭하였다.[12]
- 이 과정에서 최정윤의 직업이 술집 종업원에서 미용실 조수로 바뀌었으며, 무대 배경도 이삿짐 센터에서 가전제품 대리점으로 바뀌었다.[13][14]
- 코미디 프로그램 작가로 인기를 끈 데 힘입어[15] 일일극에 발탁된 고혜정 작가는 12회 만에 중도하차함으로써 이미지를 상실했으며 이 때문에 KBS와 가계약한 일요아침드라마를 포기한 바 있었다.
- 프로그램 개편으로 일일극 홍보가 제대로 되지 않은 상태였으며, 6~7%대의 저조한 시청률 탓인지 조기종영(11월 → 10월)되는 수모를 당했다.[16][17]